# 이키모노가카리
이키모노가카리(일본어: いきものがかり)는 일본의 혼성 3인조 음악 그룹이다. 2006년에 데뷔했으며 레이블은 소니 뮤직의 에픽 레코드 재팬이다.
1999년 2월 가나가와현에서 야마시타 호타카와 미즈노 요시키 두 사람이 결성했으며, 같은 해 12월에 보컬 요시오카 키요에가 가입했다. 그룹 이름인 이키모노가카리(生き物係)는 일본의 초등학교에서 식물이나 동물을 돌보는 당번을 뜻한다.

## 개요
소학교 시절부터의 동급생인 미즈노 요시키(水野良樹)와 야마시타 호타카(山下穂尊)가 남성 2인조 아마추어 밴드를 결성, 1999년(헤이세이 11년)2월에 노상 라이브를 시작했다. 동년 11월에 보컬인 요시오카 키요에(吉岡聖恵)가 추가되어 현재의 남녀 3인조가 되었다.
밴드명은 결성한 뒤 미즈노와 야마시타의 유일한 공통점이 소학교 시절에 금붕어에게 먹이를 주는 '이키모노가카리'였던 것에서 유래했으며 이 이름을 제안한 것은 그 공통점을 생각해낸 야마시타였다. 처음 '이키모노가카리'는 가칭으로 요시오카의 가입을 계기로 밴드명의 변화가 검토되었지만 요시오카가 '이키모노가카리'의 명칭을 마음에 들어했기 때문에 밴드명은 변하지 않고 현재에 이어지고 있다.
미즈노와 야마시타 2인조로 활동했던 시절은 오다큐오다와라선 사가미오노역 인근에서 주로 사가오미 여자대학 고등부의 여고생들을 상대로 연주활동을 했지만 요시오카의 가입을 계기로 혼아쓰기역이나 에비나역 주변으로 거점을 옮겨 메이저 데뷔할때까지 주로 아쓰기시, 에비나시등의 가나가와현 현 중심 지역을 중심으로 한 음악활동을 하게 되었다.
맴버의 대학수험, 진학에 따라 활동의 쉬게 된 뒤 2003년 8월 25일에 앨범 '정성들여 외람되지만 첫 앨범을 준비했습니다...(誠に僭越ながらファーストアルバムを拵えました…)'로 인디즈 데뷔. 2006년 3월 15일에 싱글 'SAKURA'로 에픽레코드 재팬에서 메이저 데뷔를 했다.

## 구성원
- 요시오카 키요에 (吉岡聖恵)

보컬을 담당하고 있다. 보통 '키요에'라고 불린다.
- 미즈노 요시키 (水野良樹)

전자 기타, 보컬을 담당하고 있는 리더이다. '욧짱', '요시키', '리더'라고 불린다.
- 야마시타 호타카 (山下穂尊)

통기타, 하모니카를 담당하고 있다. '홋치', '야마짱', '호타카'라고 불린다.

## 내력

### 2007년~2008년: 라이프 앨범
2008년 2월 13일, 2번째 앨범 《라이프 앨범》를 발매, 오리콘 주간 앨범차트 2위에 올랐다.

### 2008년~2009년: My song Your song
12월 24일에 3번째 정규 앨범 《My Song Your Song》을 발매해 오리콘 주간 앨범차트에서 자신들에게 있어 처음이 되는 1위를 차지했다. 12월 31일에는 《제59회 NHK 홍백가합전》에 처음 출장해 데뷔 싱글인 〈SAKURA〉를 불렀다.
2009년 3월 4일에는 그동안 발매한 싱글들의 뮤직 비디오를 모은 첫 영상집 DVD 《돗테모에에조 (とってもええぞう)》를 발매했다. 5월 27일에는 싱글 《후타리》를 발매했는데, 이 노래는 오다기리 조와 나가사와 마사미가 출연한 드라마 《나의 여동생》의 주제가로 쓰였다.

## 음반 목록

### 싱글
|          | 발매일           | 제목                                                                                    | 최고순위 | 인증     | 인증                  | 수록 앨범                                |
| 음반판매 | 발매일           | 제목                                                                                    | 최고순위 | 다운로드 |                       | 수록 앨범                                |
| -------- | ---------------- | --------------------------------------------------------------------------------------- | -------- | -------- | --------------------- | ---------------------------------------- |
| 1        | 2006년 3월 5일   | SAKURA                                                                                  | 17       | ─        | 플래티넘              | 사쿠라사쿠 마치모노가타리                |
| 2        | 2006년 5월 31일  | HANABI                                                                                  | 5        | ─        | 골드                  | 사쿠라사쿠 마치모노가타리                |
| 3        | 2006년 10월 18일 | 코이스루 오토메 (コイスルオトメ, 사랑하는 소녀)                                         | 15       | ─        | 골드                  | 사쿠라사쿠 마치모노가타리                |
| 4        | 2006년 12월 6일  | 류세이 미라클 (流星ミラクル, 유성 미라클)                                               | 22       | ─        | ─                     | 사쿠라사쿠 마치모노가타리                |
| 5        | 2007년 2월 14일  | 우루와시키히토/세이슌노토비라 (うるわしきひと/青春のとびら, 밝고 명랑한 사람/청춘의 문) | 17       | ─        | 골드 (우루와시키히토) | 사쿠라사쿠 마치모노가타리                |
| 6        | 2007년 8월 8일   | 나츠조라 그라피티/세이슌라인 (夏空グラフィティ/青春ライン, 여름하늘낙서/청춘라인)       | 10       | ─        | ─                     | 라이프 앨범                              |
| 7        | 2007년 10월 24일 | 아카네이로노 야쿠소쿠 (茜色の約束, 검붉은색의 약속)                                     | 7        | ─        | 플래티넘              | 라이프 앨범                              |
| 8        | 2008년 1월 30일  | 하나와사쿠라 기미와우츠쿠시 (花は桜 君は美し, 꽃은 벚꽃 당신은 아름다워요)              | 7        | ─        | 플래티넘              | 라이프 앨범                              |
| 9        | 2008년 4월 16일  | 카에리타쿠낫타요 (帰りたくなったよ, 돌아가고 싶어졌어요)                                | 7        | ─        | 플래티넘              | My song Your song                        |
| 10       | 2008년 7월 9일   | 블루버드 (ブルーバード)                                                                 | 3        | 골드     | 플래티넘              | My song Your song                        |
| 11       | 2008년 10월 15일 | 플라네타륨 (プラネタリウム)                                                             | 5        | ─        | 골드                  | My song Your song                        |
| 12       | 2008년 12월 3일  | 키마구레 로맨틱 (気まぐれロマンティック, 변덕스러운 로맨틱)                             | 4        | ─        | 플래티넘              | My song Your song                        |
| 13       | 2009년 5월 27일  | 후타리 (ふたり, 둘)                                                                     | 7        | ─        | 골드                  | 시작의 노래                              |
| 14       | 2009년 7월 15일  | 호타루노 히카리 (ホタルノヒカリ)                                                        | 5        |          |                       | 시작의 노래                              |
| 15       | 2009년 9월 23일  | YELL / 조이풀 (옐 / じょいふる)                                                         | 2        |          |                       | 시작의 노래                              |
| 16       | 2009년 11월 11일 | 나쿠몬카 (なくもんか)                                                                   | 6        |          |                       | 시작의 노래                              |
| 17       | 2010년3월 10일   | 노스탤지어 (ノスタルジア)                                                               | 3        |          |                       | 이키모노가카리 ~Members' Best Selection~ |
| 18       | 2010년 5월 5일   | 아리가토우 (ありがとう, 고마워요)                                                       | 2        |          |                       | 이키모노가카리 ~Members' Best Selection~ |
| 19       | 2010년 8월 4일   | 네가 있어 (キミがいる)                                                                  | 4        |          |                       | 이키모노가카리 ~Members' Best Selection~ |

### 정규 음반
| 연도 | 제목                                                                 | 발매일           | 최고순위 | 인증          |
| ---- | -------------------------------------------------------------------- | ---------------- | -------- | ------------- |
| 2007 | 《벚꽃 피는 거리이야기》 (桜咲く街物語 사쿠라사쿠 마치모노가타리[*]) | 2007년 3월 7일   | 4        | 플래티넘      |
| 2008 | 《Life Album》 (ライフアルバム)                                      | 2008년 1월 10일  | 2        | 플래티넘      |
| 2008 | 《My song Your song》                                                | 2008년 12월 24일 | 1        | 플래티넘      |
| 2009 | 《시작의 노래》 (ハジマリノウタ 하지마리노 우타[*])                  | 2009년 12월 23일 | 1        | 더블 플래티넘 |
| 2012 | 《Newtral》                                                          | 2012년 2월 29일  | 1        | 더블 플래티넘 |

### 베스트 음반
| 연도   | 제목 | 최고순위 | 인증   |
| ------ | --- | -------- | ------ |
| 2010년 | 《이키모노바카리 ~Members' Best Selection~》 (いきものばかり〜メンバーズBESTセレクション〜) - 발매일: 2010년 11월 3일 - 레이블: 에픽 레코드 재팬 | 1        | 밀리언 |

### 참가 작품
- Judy and Mary 15th Anniversary Tribute Album (2009년 3월 18일)
1. 클래식 (クラシック)

## PV
12번째 싱글 《키마구레 로맨틱》의 PV에는, YMCK가 제작한 애니메이션이 사용되었다.